# Gonodonta lincus
Gonodonta lincus är en fjärilsart som beskrevs av Pieter Cramer 1775. Gonodonta lincus ingår i släktet Gonodonta och familjen nattflyn. Inga underarter finns listade i Catalogue of Life.

## Bildgalleri

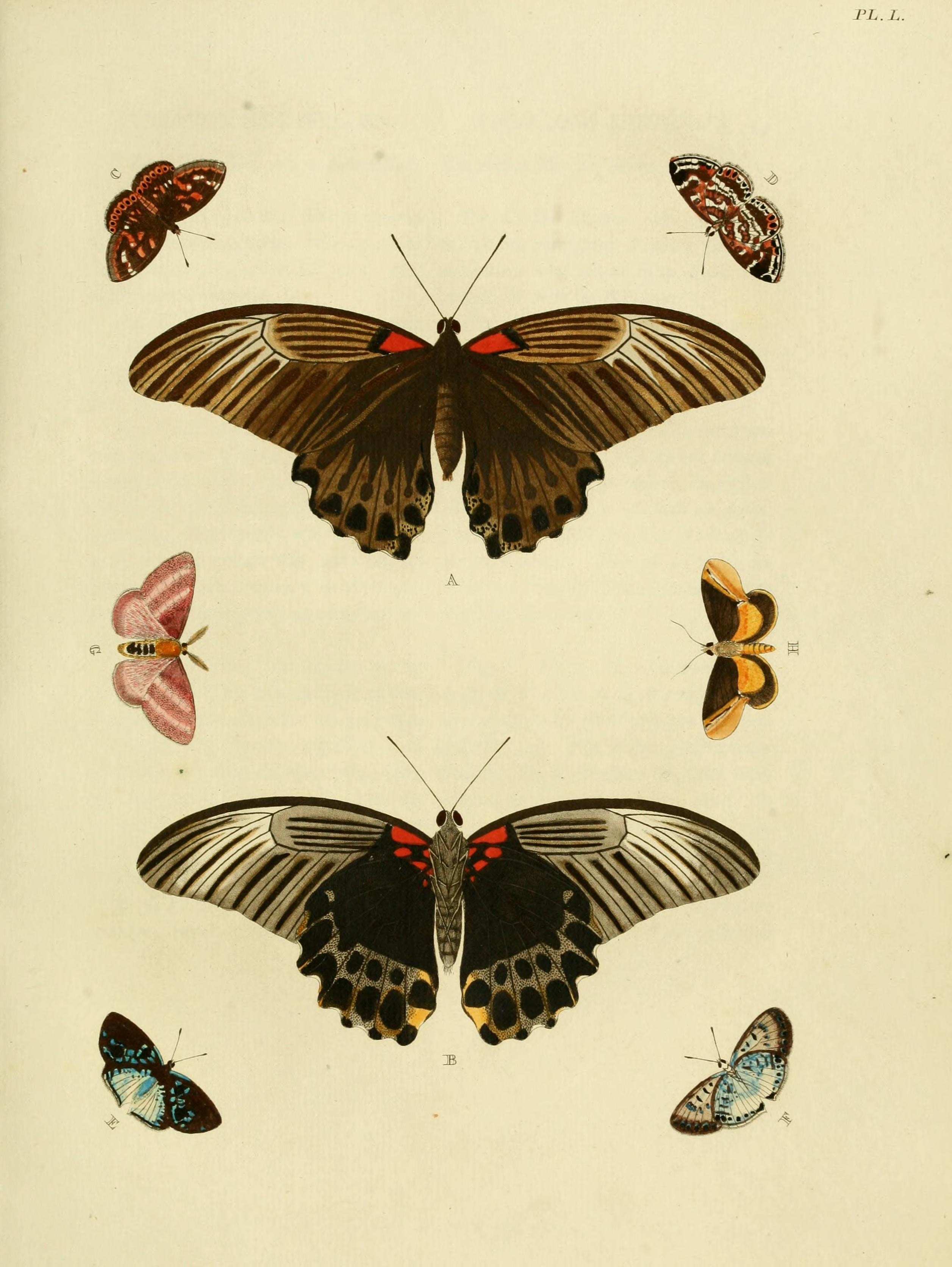